# Peter Kien
František Petr Kien eller Franz Peter Kien, född 1 januari 1919 i Varnsdorf, nuvarande Tjeckien, död i oktober 1944 i Auschwitz, var en judisk konstnär och poet. Från december 1941 till oktober 1944 var han fånge i koncentrationslägret Theresienstadt.

## Verk
- Ullmann, Viktor (musik); Kien Peter (text), Brauel Henning (bearbetning), Krause Andreas (revision) (1993) (på flera språk). Der Kaiser von Atlantis oder Die Tod-Verweigerung Spiel in einem Akt von Peter Kien : Op. 49 (1943) = The emperor of Atlantis, or, Death's refusal : one-act play by Peter Kien : op. 49 (1943). Mainz: Schott. Libris 3267823 Svensk titel: Kejsaren av Atlantis.